# Дестри поново јаше
Дестри поново јаше (енгл. Destry Rides Again) је амерички вестерн хумористички филм из 1939. године, режисера Џорџа Маршала, у коме главне улоге играју Марлен Дитрих и Џејмс Стјуарт. У осталим улогама су Миша Ауер, Чарлс Винингер, Брајан Донливи, Ален Џенкинс, Ајрин Херви, Били Гилберт, Бил Коди Млађи, Лилијан Јарбо и Уна Меркел.
У уводној шпици се наводи како је радња заснована на роману Дестри поново јаше Макса Бренда, али филм је скоро потпуно другачији. Такође нема сличности са претходном адаптацијом романа из 1932. са Томом Миксом у главној улози, која се често пренасловљава као Правда поново јаше.
Године 1996. Конгресна библиотека је изабрала филм за чување у Националном регистру филмова због „културног, историјског или естетског значаја”.

## Радња
Кент, власник салона и бескрупулозни шеф градића Ботлнек на дивљем западу, убија градског шерифа, господина Киога, када постави превише питања о намештеној игри покера. Кент и Френчи, салонска певачица и његова девојка, сада су стекли посед над локалним ранчем. Корумпирани градоначелник, Хирам Џ. Слејд, који је у дослуху са Кентом, именује градског пијанца Вошингтона Димсдејла за новог шерифа, претпостављајући да ће њиме бити лако контролисати и манипулисати. Међутим, Димсдејл, некадашњи заменик познатог Тома Дестрија, одмах се заклиње да ће оставити алкохол и позвати Дестријевог једнако опасног сина, Тома Дестрија Млађег, да му помогне да очисти Ботлнек од криминалаца.
Дестри стиже у Ботлнек са Џеком Тиндалом, сточаром, и његовом сестром Џенис. Дестри у почетку збуњује грађане одбијајући да носи пиштољ и одржавајући уљудност у опхођењу са свима, укључујући Кента и Френчи. Ово брзо разочара Димсдејла и тера мештане на подсмех. Међутим, након што бројни коњаници ујашу у град пуцајући из својих пиштоља у ваздух, он показује невероватну стручност у гађању и прети да ће их затворити ако то поново ураде, заслужујући поштовање грађана Ботлнека.
Пошто грађани избегавају да причају о томе где је Киог отишао, Дестри постепено почиње да сумња да је Киог убијен. Он то потврђује тако што испровоцира Френчи да му то призна, али без локације тела недостаје му било какав доказ. Дестри стога именује руског имигранта Бориса за заменика и имплицира Кенту да је пронашао леш ван града „у изузетно добром стању”. Када Кент пошаље члана своје банде да провери место где је Киог закопан, Борис и Димсдејл га прате, хватају и затварају.
Иако је члан банде оптужен за убиство Киога (у нади да ће он умешати Кента у замену за помиловање), градоначелник Слејд поставља себе за судију на суђењу, унапред обезбеђујући да ће га прогласити невиним. Да би то спречио, Дестри у тајности позива судију из већег града, али план је покварен након што Борис случајно ода име другог судије у салону. Кент наређује Френчи да позове заменика у своју кућу док други чланови банде упадају у шерифову канцеларију и помажу затворенику да побегне; пошто је заљубљена у Дестрија, она прихвата. Када чује пуцњаву, он јури назад у проналази ћелију празну, а Димсдејла тешко рањеног. Дестри се враћа у своју собу и узима оружје, напуштајући своју претходну посвећеност ненасиљу.
Под Дестријевом командом, поштени грађани формирају руљу и спремају се да нападну салон, где је Кентова банда утврђена, док Дестри улази кроз кров и тражи Кента. На Френчин наговор, грађанке марширају између група, спречавајући даље насиље, пре него што провале у салон и савладају банду. Кент за длаку успева да побегне и покушава да пуца на Дестрија са другог спрата; Френчи прима метак уместо њега и умире, а Дестри убија Кента.
Нешто касније, Дестри је сада шериф очишћеног Ботлнека, и прича деци приче које му је Димсдејл испричао о насилној историји града. Он у шали прича о браку са Џенис, наговештавајући да ће се ускоро венчати.

## Улоге
| Глумац            | Улога                             |
| ----------------- | --------------------------------- |
| Марлен Дитрих     | Френчи                            |
| Џејмс Стјуарт     | Томас Џеферсон „Том” Дестри Млађи |
| Миша Ауер         | Борис Калахан                     |
| Чарлс Винингер    | Вошингтон „Вош” Димсдејл          |
| Брајан Донливи    | Кент                              |
| Ален Џенкинс      | „Џип” Вотсон                      |
| Ворен Хајмер      | „Багс” Вотсон                     |
| Ајрин Херви       | Џенис Тиндал                      |
| Уна Меркел        | Лили Бел                          |
| Били Гилберт      | бармен                            |
| Самјуел С. Хајндс | градоначелник Хирам Џ. Слејд      |
| Џек Карсон        | Џек Тиндал                        |
| Том Фаден         | Лем Клагет                        |
| Вирџинија Брисак  | Софи Клагет                       |
| Едмунд Макдоналд  | Роквел                            |
| Лилијан Јарбо     | Клара                             |
| Џо Кинг           | шериф Киог                        |